# Матилда Баварска
Матилда Баварска (на немски: Mathilde von Bayern; † 16 февруари или 16 март 1183) от фамилята Велфи е принцеса от Бавария и чрез женитби маркграфиня на Фобург и Хам и графиня на Зулцбах в Нордгау.
Тя е третата дъщеря на баварския херцог Хайнрих IX Черния (1075 – 1126) и съпругата му Вулфхилда Саксонска (1075 – 1126), дъщеря на херцог Магнус от Саксония и на София Унгарска. Сестра е на Свети Конрад, на херцог Хайнрих Горди, маркграф Велф VI, на София и на Юдит, майката на император Фридрих Барбароса.
Матилда се омъжва първо ок. 1120/1128 г. за граф Диполд IV фон Фобург († ок. 1128), маркграф на Фобург от род Диполдинги-Рапотони. Той е по-голям полубрат на Адела, която се омъжва 1147 г. за Фридрих I Барбароса.
Матилда се омъжва втори път ок. 24 октомври 1129 г. за граф Гебхард III фон Зулцбах († 1188). Той е брат на Берта фон Зулцбах, първата съпруга на византийския император Мануил I Комнин, на Гертруда фон Зулцбах, която се омъжва за германския император Конрад III.

## Деца
Матилда и граф Диполд IV фон Фобург имат един син:
- Диполд V († 13 ноември 1158), маркграф на Фобург и Хам.

Матилда и граф Гебхард III фон Зулцбах имат пет деца:
- Беренгар II († 21 август 1167), граф на Зулцбах 1156 – 1167
- Аделхайд († 10 септември 1189), ∞ 1188 Дитрих IV († 1172), граф на Клеве
- София († сл. 11 август 1227), наследничка на Гебхард III, ∞ 1160 граф Герхард I фон Хиршберг († 1170)
- Елизабет († 23 януари 1206), ∞ 1163 за граф Рапото I от Ортенбург († 26 август 1186) от род Спанхайми
- Берта († сл. 1200) ∞ 1173 Хайнрих I фон Алтендорф († 1194)